# Ignacio Corleto
Ignacio Miguel Corleto (Buenos Aires, 21 de junio de 1978) es un exjugador argentino de rugby que se desempeñó como fullback.
En 2010 obtuvo el Premio Konex - Diploma al Mérito como uno de los 5 mejores rugbistas de la década de la Argentina junto a Agustín Pichot, Felipe Contepomi, Patricio Albacete y Gonzalo Longo.

## Biografía
Nacido el 21 de junio de 1978 en Buenos Aires. Se formó deportivamente en el  Club Universitario de Buenos Aires (CUBA) y pasó al rugby francés en el cual jugó para el Narbonne; posteriormente, pasaría al Stade Français donde se retiró en 2009.

### Selección nacional
Debutó en el Seleccionado Nacional el 15 de septiembre de 1998 jugando de wing contra Japón. En total jugó 48 partidos con su selección y marcó 13 tries y un drop (68 puntos).

### Participaciones en Copas del Mundo

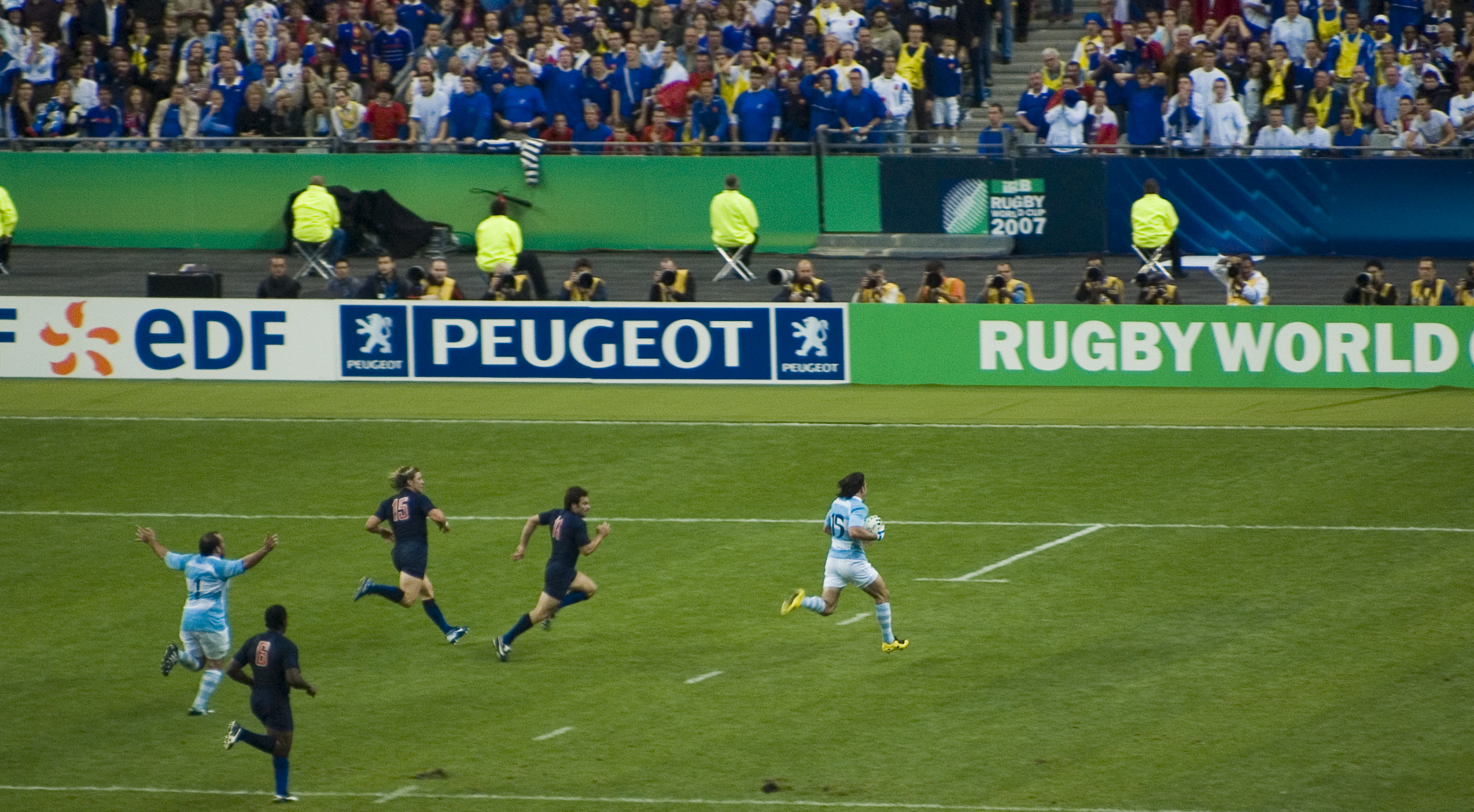
Corrida de Corleto al ingoal de Francia en el partido de inauguración de la Copa Mundial de Rugby de 2007.

Fue uno de los jugadores "revelación" en el plantel argentino que disputó Gales 1999 en el cual se afianzó con la camiseta número 15. Argentina inauguró el mundial ante Gales, siendo derrotado 23-18. Argentina saldría calificado mejor tercero en la fase de grupos, superando por primera vez dicha etapa y debería jugar un play-off contra Irlanda para clasificar a cuartos de final; Los Pumas triunfarían 28-24 y luego serían eliminados del mundial por Les Bleus. Cuatro años más tarde, llegó Australia 2003 donde los Pumas no pudieron vencer al XV del trébol en un duelo clave por la clasificación a cuartos de final. Jugó su último en 2007, en el cual Argentina venció a Francia en la inauguración del torneo con un try de Nani, Georgia, Namibia e Irlanda para ganar su grupo. En Cuartos de final vencerían a Escocia para hacer historia y llegar por primera vez a Semifinales donde enfrentaron a los eventuales campeones mundiales, los Springboks, siendo la única derrota en el torneo. Argentina enfrentó nuevamente a Les Bleus por el tercer lugar del Mundial, una vez más Los Pumas triunfaron 34-10.
| Mundial                       | Sede      | Resultado        | PJ | Tries |
| ----------------------------- | --------- | ---------------- | -- | ----- |
| Copa Mundial de Rugby de 1999 | Gales     | Cuartos de final | 3  | 0     |
| Copa Mundial de Rugby de 2003 | Australia | Primera fase     | 2  | 1     |
| Copa Mundial de Rugby de 2007 | Francia   | Tercer puesto    | 7  | 3     |